# Herman Wisselink
Herman Wisselink (Eibergen, 28 december 1918 – Bathmen, 11 maart 1995) was een Nederlands politicus van de Christelijk-Historische Unie (CHU) en het Christen-Democratisch Appèl (CDA). Behalve lokaal en provinciaal was hij ook landelijk politiek actief; zo was hij in de jaren zeventig lid van de Tweede Kamer der Staten-Generaal. Werkzaam in het onderwijs, was hij afkomstig uit het oostelijke deel van de Achterhoek maar vestigde zich later blijvend in het zuiden van Salland.

## Levensloop
Wisselink doorliep de ulo en behaalde de hoofdakte van de kweekschool alsmede akten land- en tuinbouw voor het lager onderwijs en een diploma in de bedrijfseconomie.
Hij was eerst onderwijzer, daarna leraar op een ulo en vervolgens directeur van een lagere tuinbouwschool in Bruchem respectievelijk Bathmen voor hij zich in 1971 volledig in de politiek stortte.
Na in 1966 reeds lid te zijn geworden van de Provinciale Staten van Overijssel (hij zou tot 1973 hierin zitting nemen en later opnieuw van 1982 tot 1987) en in 1970 ook in de gemeenteraad van Bathmen te zijn opgenomen (tot 1978 was hij raadslid en vervulde de laatste vier jaar ook het wethouderschap), werd hij op 3 augustus 1971 namens de Christelijk-Historische Unie lid van de Tweede Kamer. Zijn ambtsperiode duurde tot 10 juni 1981, vanaf 8 juni 1977 voor opvolger het Christen-Democratisch Appèl.
Op teruggetrokken wijze het Kamerlidmaatschap vervullende, voerde Wisselink namens zijn partijen het woord als het ging om kwesties op het terrein van het personeel van de Nederlandse strijdkrachten, de landbouw alsook de belastingen. In zijn CHU-tijd was hij eveneens tijdelijk financiënwoordvoerder. Verder vroegen onderwerpen als het binnenlands bestuur, de financiën van de lagere overheden, het ambtenaren- en het Zuid-Molukkers-beleid zijn aandacht.
Wisselink zat meer in het rechter segment van zijn partijen. Zo maakte hij in 1977 deel uit van het parlementaire CDA-drietal dat geen tweede kabinet-Den Uyl gerealiseerd wenste te zien, stemde in 1978 tegen een motie-Terlouw waarin de regering werd opgeroepen zich tegen de neutronenbom te keren en verzette zich in 1979 tegen een motie-Scholten die verscherping van de olieboycot van Zuid-Afrika beoogde.
Als liefhebber van de plantkunde, placht hij bij parlementaire delegaties naar het buitenland het vrije gedeelte te benutten om zijn hobby uit te oefenen. In 1987 werd hij onderscheiden als Officier in de Orde van Oranje-Nassau.
Herman Wisselink behoorde tot de middenmoot van de Nederlandse Hervormde Kerk en was na het overlijden van zijn echtgenote voor de tweede keer getrouwd. Hij overleed zelf begin 1995, enkele maanden na zijn 76-ste verjaardag.
- Biografisch Portaal: 31243352
- Parlement.com: vg09llfpbcyq